# Корисні копалини Чернігівської області
Корисні копалини Чернігівської області пов'язані з геологічним формуванням території. Чернігівська область не належить до областей з потужною мінерально-сировинною базою. Разом з тим, для надр Чернігівщини притаманна відносна різноманітність корисних копалин. На території області Державним балансом запасів нараховується 323 родовища (282 родовища і 41 об'єкт обліку) з шістьох видів корисних копалин, таких як горючі (газоподібні, рідкі, тверді) та неметалічні (гірничо-хімічні, нерудні для металургії, будівельні). Розробляється 106 родовищ (72 родовища і 34 об'єкти обліку). Залишаються нерозробленими 176 родовищ.

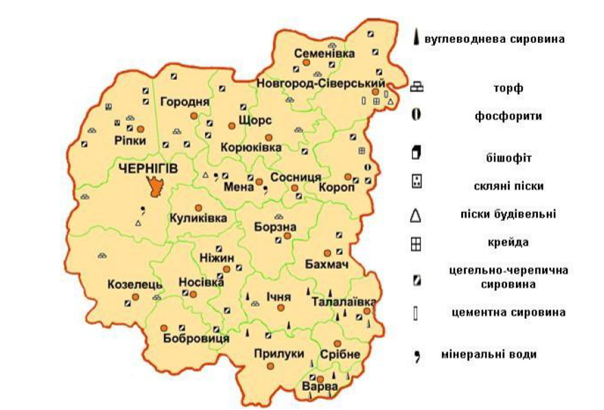
Родовища корисних копалин Чернігівської області

## Мінерально-сировинна база
Мінерально-сировинна база Чернігівщини на 58% складається з корисних копалин паливно-енергетичного комплексу (нафта, газ, конденсат, торф). При цьому 31,1% загальних мінеральних ресурсів належить до будівельної сировини (крейда, пісок, кварцовий пісок, глина, суглинок). Ще 8,3% — прісні і мінеральні підземні води, 0,7% — нерудні корисні копалини для металургії та бішофіт .
Запаси корисних копалин Чернігівщини на 2020 рік
| Корисна копалина                    | Родовища, з них у розробці | Запаси промислові, з них розробляються |
| Нафта і газ                         | 28 (24)                    | 12,7 млн т, 10,5 млрд м3               |
| Торф                                | 94 (9)                     | 60 млн т (10.4 млн т)                  |
| Вугілля                             |                            | 100 млн т                              |
| Пісок будівельний                   | 11 (2)                     | 118 млн т (28 млн м3)                  |
| Цегельно-черепична сировина         | 99 (7)                     | 77 млн т (15 млн т)                    |
| Цементна сировина                   | 2 (1)                      | 305 млн т (292 млн т)                  |
| Крейда будівельна                   | 6 (0)                      | 34 млн т                               |
| Скляна сировина                     | 4 (2)                      | 19,5 млн т (19,4 млн т)                |
| Пісок формувальний                  | 2 (0)                      | 5,5 млн т                              |
| Глини тугоплавкі                    | 3 (0)                      | 1,2 млн т                              |
| Сировина керамзитова                | 1 (0)                      | 1,5 млн м3                             |
| Питні й технічні підземні води      | 15                         | 487 тис. м3 / д                        |
| Мінеральні лікувальні підземні води | 1                          | 426 тис. м3 / д (326 тис. м3 / д)      |

## Паливні корисні копалини

### Паливно-енергетичні ресурсипредставлені торфом, нафтою, газом

#### Торф
Торф, як альтернативне (екологічне) паливо, займає площу понад 200 тис. га. За запасами торфу область займає 3-є місце в країні. Із них балансові запаси становлять 66,146 млн т, що складає 12% від загальнодержавних промислових запасів торфу. Запаси торфу підраховані на 94 родовищах кількістю 66,146 млн т, з яких розробляються — 9 із запасами 10,4 млн т. Поклади цієї сировини зосереджені в північних районах Чернігівської області. Самі торфовища приурочені до заболочених ділянок. Найбільшими родовищами є Замглайське, Крюківське, Ірванцівськ  Гнилушське та Удай Північно-Західний. У цих районах торф відрізняється високою якістю, помірною зольністю (10-16%) і ступенем розкладання (25-35%).

#### Родовища нафти й газу
Родовища нафти й газу приурочені до Східного нафтогазоносного регіону України . Серед родовищ вуглеводнів найбільшими щодо запасів є Гнідинцівське, Леляківське і Талалаївське. Вони є основою сировинної бази нафто-газовидобувної промисловості області (понад 50% запасів і 80% видобутку). На території області розвідано 10 перспективних об'єктів, підготовлених до глибокого буріння, перспективні ресурси оцінюються: газу — 12,471 млрд м3, нафти — 3,695 млн т.

##### Нафта
Із 20 родовищ нафти в господарський обіг включено 18 із балансовими видобувними запасами нафти в 12,7 млн т, що становить 9,45% від загальних запасів нафти України. Глибина залягання нафти коливається від 1700 до 4000 м. Нафта легка, малосірчана, малов'язка й утримує мало смоли та багато парафіну, вихід бензинової фракції — 40-45%. Найбільші Гнідинцівське, Талалаївське та Леляківське родовища. На сьогодні 1/3 обласного видобутку цієї сировини забезпечує Талалаївське родовище.

##### Природний газ
Балансові видобувні запаси природного газу оцінюються в 10,5 млрд м3 , що складає близько 1 % українських запасів. Розчинений газ представлений 19 родовищами, видобувні запаси — 1,5 млрд м3, що складає 4,18% від запасів України, а газовий конденсат — 2,95%. Із 25 розвіданих родовищ горючих газів 9 це родовища природно-газові, а інші — з розчиненим газом. Розчинений газ складається з пропану, бутану й етану. Свердловини фонтанують з дебітом 10-700 тис. м3 газу за добу, а глибина залягання коливається від 1700 до 5000 метрів. Найбільшими з них є Богданівське і Мільківське.

#### Вугілля
В надрах області є вугілля, загальні запаси якого становлять близько 100 млн т, але через значну глибину залягання (майже 1000 м) видобуток не ведеться. Основні райони залягання вугільних пластів — територія Чернігівського та Прилуцького районів. За результатами пошуків виявлено Дроздовицьке родовище, що за сучасними вимогами відповідає кондиціям. Поклади потужністю від 0,1 до 4,9 метрів, розкриті свердловинами на глибинах 11–59 метрів. Вугілля буре, світло-буре.

## Рудні корисні копалини
Чернігівщина надзвичайно бідна на руди металів, а території області в межиріччі Десни та Снову відомі невеликі родовища алюмінієвої сировини осадового походження, які на сьогодні промислового значення не мають.

## Нерудні корисні копалини

### Сировина для будівельної промисловості
В надрах області знайдено цілий ряд природних будівельних матеріалів. Сировинна база будівельної галузі представлена 121 родовищем, з яких розробляється 65 родовищ. Розвідані запаси 98 родовищ цегельно-черепичної сировини, 9 — будівельного піску, 6 — будівельної крейди, 3 — скляної сировини, 3 — тугоплавкої глини, 2 — цементної та 1 — керамзитової сировини.

#### Крейда
Велике промислове значення мають родовища крейди, яка використовується в цементній, хімічній, скляній, целюлозно-паперовій піших галузях промисловості. Розвідано 6 родовищ із загальними запасами 34 млн т. найбільші поклади цієї сировини находяться в районі Новгород-Сіверського (Путивське родовище).

#### Мергель
Поклади цементної сировини представлені Новгород-Сіверським і Форостовицьким родовищами мергелю. Розвідані запаси складають 305 млн т, з них в розробці 292 млн т.

#### Гіпс
В межиріччі Сожу і Снову розвідані поклади гіпсу.

#### Піски
Повсюдне поширення по території області мають піски, серед яких є поклади скляних і формувальних. Два родовища формувального піску з балансовими запасами 50,524 млн т. За своїми фізико-механічними властивостями пісок придатний для виготовлення ливарних форм і стержнів, які використовуються в металургійній промисловості. На даний час родовища не експлуатуються. Наявні 11 розвіданих родовищ будівельного піску із загальними запасами 118,015 млн м3, на сьогоднішній день лише 2 з них розробляються. Крім того, розвідано 4 родовища кварцового піску (скляна сировина), з них два Папірнянське і Грибово-Руднянське розробляється.

#### Тугоплавка глина
Тугоплавка глина представлена родовищами (Глібовське, Чудівське, Осьмаківське) із загальними запасами 122,9 тис. т, родовища не розробляються.

### Гірничо-хімічна речовина
Надра Чернігівщини містять значні запаси калійно-магнезіальних солей. Найпотужніші соленосні товщі знаходяться в надрах Прилуцького і Ніжинського районів. Соленосні пласти складаються з і трьох шарів — нижнього (калійна сіль), середнього (бішофіт) та верхнього (кам'яна сіль). Запаси бішофіту, розсол якого застосовують в бальнеології складають більше 200 млн т. Найбільше родовище Новоподільске, яке розташоване в Прилуцькому районі. Всього за час експлуатації видобуто близько 10 тис. м3 розсолу бішофіту.

### Агрохімічна сировина
Агрохімічна сировина в області представлена фосфоритами, родовища яких знаходяться в надрах північних та північно-східних районів. Загальні запаси перевищують 102 млн т. Найбільшими є Розльотівське та Кролевецьке родовища, які розроблялися до 1933 р. Потужність робочого пласту тут складає 80-90 сантиметрів, середній вміст P2O5 — 1%.

## Гідромінеральні корисні копалини
В центральній частині області є запаси мінеральних вод. Їх основний газовий склад вуглекисло-азотно-метановий, основний іонний гідрокарбонатно-хлоридно-натрієвий та бромний. Найперспективніший водоносний горизонт приурочений до юрських відкладів. Глибини його залягання — 400—800 метрів, мінералізація 2-20 г/л, температура — до 350С. Вода найбільш придатна для лікування хвороб шлунково-кишкового тракту.